# Důl Eva (Jáchymov)
Důl Eva Apfelbaum (Evina jabloň) zmiňuje ve svém díle Sarepta jáchymovský kazatel Johannes Mathesius. Popisuje nález stříbrných drátů „jak husí brk silných a půl lokte dlouhých.“ Tento důl se nacházel v sousedství osady Werlsgrün (Zálesí). V roce 1801 stát vykoupil mimo jiné i podíly v tomto dole a stal se tak jeho jediným vlastníkem. Již v roce 1850 byl důl uzavřen a obyvatelé Zálesí, kteří zde byli zaměstnaní se vrátili k chovu dobytka či lesním pracím.

## Těžba uranu
Při průzkumu podloží provedeném v roce 1947 byly při ražbě šachtice nalezeny indicie o přítomnosti uranové rudy, proto byl starý důl zrekonstruován na důl Eva. Po druhé světové válce zde byli k práci nasazeni váleční zajatci a následně českoslovenští vězňové z táborů Eliáš a Mariánská.
Po ukončení těžby uranu došlo v rámci rekultivace území a zahlazení stop po masívní těžbě uranu k zajímavé situaci. Bylo rozhodnuto, že opuštěné budovy převezme Okresní národní výbor Most a ten zde zřídí školu v přírodě. Na místě dílen tak vznikly učebny, nad těžní jámou byla ze strojovny přestavěna tělocvična a z vězeňských baráků se staly ložnice, kuchyň a jídelna. Tato škola v přírodě fungovala ještě počátkem devadesátých let dvacátého století. Dnes jsou z budov pouze torza.